# Eduard Kühlwetter
Eduard Kaspar Hubert Kühlwetter (* 22. März 1813 in Düsseldorf; † 10. August 1897 in Köln) war ein deutscher Politiker und Eisenbahnmanager.

## Leben
Als Sohn eines Kreisschreibers und Bruder von Friedrich von Kühlwetter geboren, studierte Eduard Kühlwetter nach dem Besuch des Düsseldorfer Gymnasiums Rechts- und Kameralwissenschaften in Bonn, Heidelberg und Berlin. Während seines Studiums wurde er 1830 Mitglied der Alten Bonner Burschenschaft, 1831 der Burschenschaft Populonia Bonn und 1832 der Alten Heidelberger Burschenschaft Franconia. Wegen seiner burschenschaftlichen Tätigkeit wurde er 1835 verhaftet, jedoch 1837 nicht verurteilt. Im Zuge der Demagogenverfolgung wurde er deswegen im Schwarzen Buch der Frankfurter Bundeszentralbehörde (Eintrag Nr. 972) festgehalten.
1844 heiratete Kühlwetter Pauline Helene Windscheid (1819–1893), Tochter des Königlichen Hypothekenbewahrers und Steuerrats Ferdinand Windscheid und seiner Ehefrau Frederike, geb. Servaes, in Düsseldorf. Später war er Regierungsassessor und ab 1844 bis 1889 Dirit/Direktor der Köln-Mindener Eisenbahn in Köln. Er wurde Geheimer Regierungsrat und war von 1867 bis 1868 für die Nationalliberale Partei Mitglied des Preußischen Abgeordnetenhauses. 
Ein Bildnis von Eduard Kühlwetter, gemalt von Karl Ferdinand Sohn im Jahre 1865, befindet sich im Kölner Stadtmuseum.